# Hartford, Vermont
Hartford är en kommun (town) i Windsor County i delstaten Vermont, USA. Vid folkräkningen år 2000 bodde 10 367 personer på orten. Den har enligt United States Census Bureau en area på totalt 118,9 km² varav 1,9 km² är vatten. 

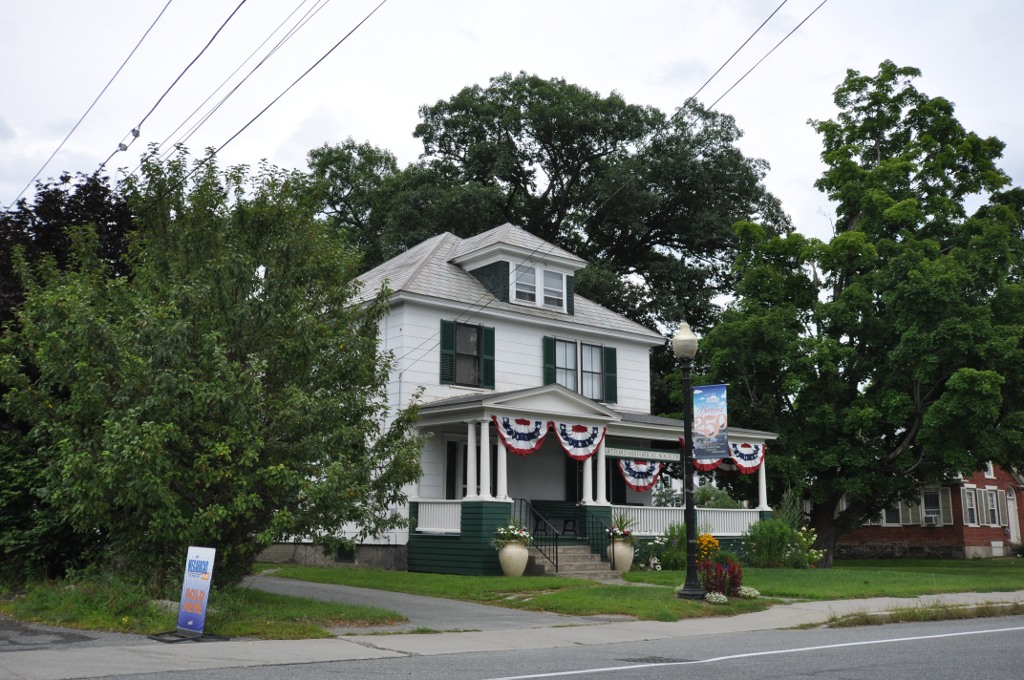
Historiska sällskapets byggnad i Hartford.